# Matthieu Vaxivière
Matthieu Vaxivière (Limoges, 3 dicembre 1994) è un pilota automobilistico francese.

## WEC

### TDS Racing (LMP2)
Nel 2017 Vaxivière viene ingaggiato dal team TDS Racing per correre nella categoria LMP2 del Campionato del mondo endurance. All'esordio nella 6 ore di Silverstone conquista con i compagni il suo miglior risultato della stagione con un ottimo terzo posto. Il pilota francese salta la seconda gara e torna per competere nella 24 Ore di Le Mans dove l'equipaggio per un incidente è costretto a ritirarsi.

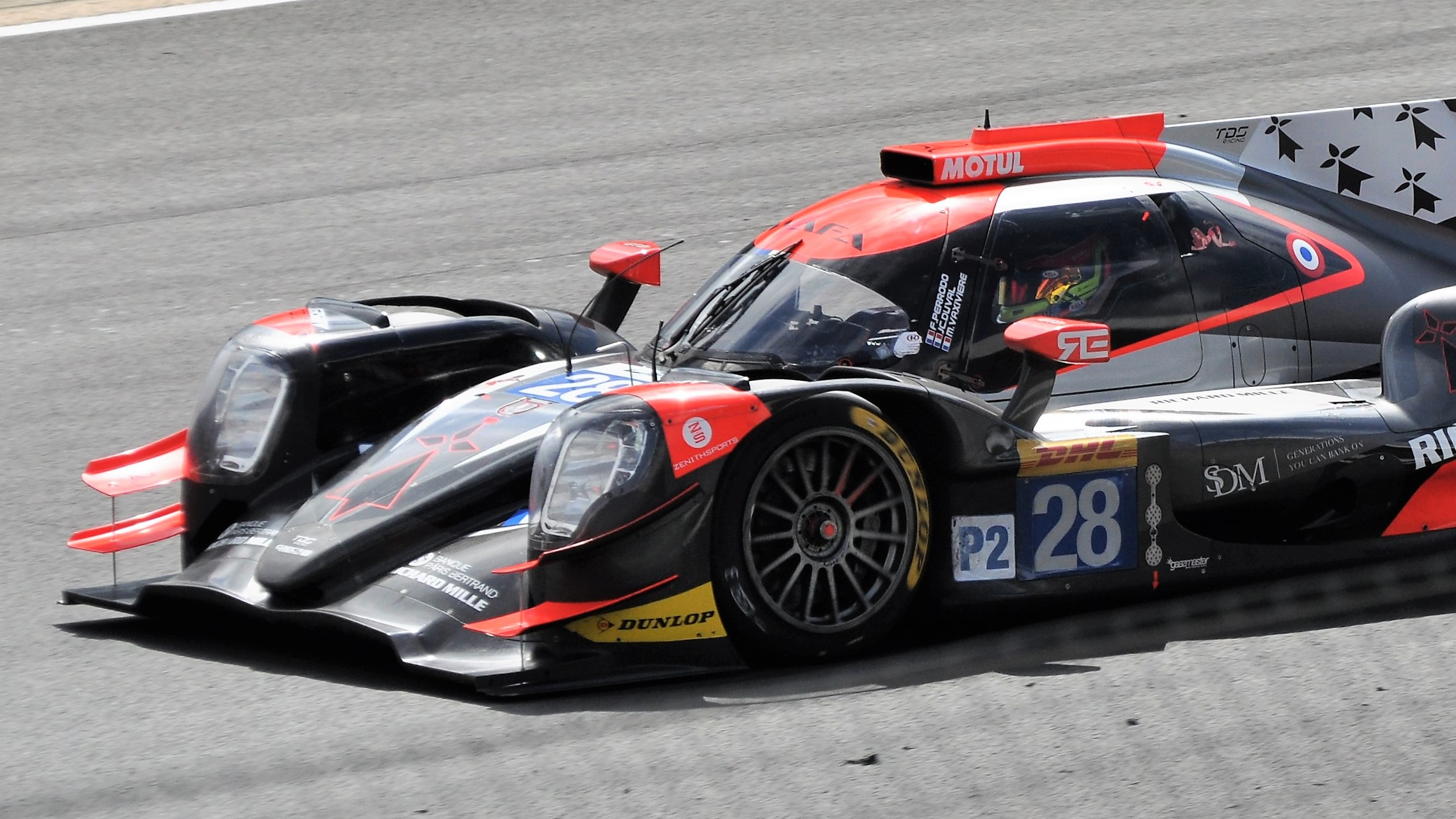
Vaxivière alla guida nella 6 Ore di Silverstone 2018

Vaxivière viene confermato dal team TDS Racing per la stagione 2018-2019. L'equipaggio viene squalificato nella 24 Ore di Le Mans a corsa finita, mentre nella successiva edizione il team conquista la pole nella categoria LMP2 ed in gara chiude sul podio.

### Alpine Elf Matmut (LMH)
Nel 2021 Vaxivière passa al team Alpine Elf Matmut per correre nella categoria LMH del WEC, come co-piloti vengono scelti Nicolas Lapierre e André Negrão. L'equipaggio lotta contro le due vetture della Toyota Gazoo Racing, nelle sei gare disputate concludono quattro volte terzi (tra cui nella 24 ore di Le Mans) e due volte secondi, chiudendo l'anno al terzo posto in classifica.
Nel 2022 viene confermato insieme a Lapierre e Negrão dal team Alpine Elf Matmut. Nella prima gara stagionale, la 1000 Miglia di Sebring vince la sua prima gara nel WEC. La seconda vittoria stagionale arriva alla 6 Ore di Monza 2022. Nelle ultime due gare della stagione arrivano due terzi posti e l'equipaggio conclude al secondo posto in classifica dietro la Toyota GR010 Hybrid numero 8.

### Alpine Elf Matmut (LM2)
Per la stagione 2023 il team Alpine Elf Matmut non avendo un Hypercar pronta scende nella classe LMP2 confermando Vaxivière come pilota in coppia con Charles Milesi e Julien Canal. Dopo le prime corse complicate arriva il terzo posto alla 24 Ore di Le Mans e il secondo posto alla 6 Ore di Monza.

## Risultati

### Risultati nel WEC
| Anno    | Squadra               | Classe   | Vettura     | SIL | SPA | LMS | NÜR | MEX | COA | FUJ | SHA | BHR | Punti | Pos. |
| ------- | --------------------- | -------- | ----------- | --- | --- | --- | --- | --- | --- | --- | --- | --- | ----- | ---- |
| 2017    | TDS Racing            | LMP2     | Oreca 07    | 3   |     | Rit | 8   | 7   | 7   | 4   | 6   | 9   | 53    | 16°  |
| Anno    | Squadra               | Classe   | Vettura     | SPA | LMS | SIL | FUJ | SHA | SEB | SPA | LMS |     | Punti | Pos. |
| 2018-19 | TDS Racing            | LMP2     | Oreca 07    | 4   | DSQ | 7   | 4   | Rit | NC  | 4   | 3   |     | 66    | 8°   |
| Anno    | Squadra               | Classe   | Vettura     | SPA | ALG | MON | LMS | BHR | BHR |     |     |     | Punti | Pos. |
| 2021    | Alpine Elf Matmut     | LMH      | Alpine A480 | 2   | 3   | 2   | 3   | 3   | 3   |     |     |     | 128   | 3°   |
| Anno    | Squadra               | Classe   | Vettura     | SEB | SPA | LMS | MON | FUJ | BHR |     |     |     | Punti | Pos. |
| 2022    | Alpine Elf Matmut     | LMH      | Alpine A480 | 1   | 2   | 4   | 1   | 3   | 3   |     |     |     | 144   | 2°   |
| Anno    | Squadra               | Classe   | Vettura     | SEB | ALG | SPA | LMS | MON | FUJ | BHR |     |     | Punti | Pos. |
| 2023    | Alpine ELF Team       | LMP2     | Oreca 07    | 8   | 9   | 7   | 3   | 2   | 5   | 7   |     |     | 83    | 7°   |
| Anno    | Squadra               | Classe   | Vettura     | QAT | IMO | SPA | LMS | SÃO | COA | FUJ | BHR |     | Punti | Pos. |
| 2024    | Alpine Endurance Team | Hypercar | Alpine A424 | 11  | 16  | 12  | Rit | 10  | 9   | 3   | 9   |     | 21    | 22°  |
| Legenda |                       |          |             |     |     |     |     |     |     |     |     |     |       |      |

* Stagione in corso.

### Risultati 24 ore di Le Mans
| Anno | Team                  | Co-Piloti                               | Auto               | Classe   | Giri | Pos. | Classe Pos. |
| ---- | --------------------- | --------------------------------------- | ------------------ | -------- | ---- | ---- | ----------- |
| 2017 | TDS Racing            | François Perrodo Emmanuel Collard       | Oreca 07-Gibson    | LMP2     | 213  | DNF  | DNF         |
| 2018 | TDS Racing            | François Perrodo Loïc Duval             | Oreca 07-Gibson    | LMP2     | 366  | DSQ  | DSQ         |
| 2019 | TDS Racing            | François Perrodo Loïc Duval             | Oreca 07-Gibson    | LMP2     | 366  | 8°   | 3°          |
| 2020 | Panis Racing          | Nico Jamin Julien Canal                 | Oreca 07-Gibson    | LMP2     | 368  | 7°   | 3°          |
| 2021 | Alpine Elf Matmut     | André Negrão Nicolas Lapierre           | Alpine A480-Gibson | LMH      | 367  | 3°   | 3°          |
| 2022 | Alpine Elf Matmut     | Nicolas Lapierre André Negrão           | Alpine A480        | LMH      | 362  | 23º  | 5º          |
| 2023 | Alpine ELF Team       | Charles Milesi Julien Canal             | Alpine A470        | LMP2     | 326  | 12º  | 4º          |
| 2024 | Alpine Endurance Team | Nicolas Lapierre Mick Schumacher        | Alpine A424        | Hypercar | 88   | DNF  | DNF         |
| 2025 | AF Corse              | François Perrodo António Félix da Costa | Oreca 07           | LMP2     | 364  | 26°  | 9°          |

### Risultati campionato IMSA
| Anno    | Team                          | Classe | Vettura          | 1      | 2     | 3   | 4   | 5   | 6   | 7   | 8   | 9   | 10    | Punti | Pos. |
| ------- | ----------------------------- | ------ | ---------------- | ------ | ----- | --- | --- | --- | --- | --- | --- | --- | ----- | ----- | ---- |
| 2019    | Konica Minolta Cadillac       | DPi    | Cadillac DPi-V.R | DAY    | SEB 2 | LBH | MDO | DET | WGL | MOS | ELK | LGA | PET 2 | 64    | 22°  |
| 2021    | Tower Motorsport by Starworks | LMP2   | Oreca 07-Gibson  | DAY 2† | SEB   | WGL | WGL | ELK | LGA | PET |     |     |       | 0†    | NC†  |
| 2023    | AF Corse                      | LMP2   | Oreca 07-Gibson  | DAY 3† | SEB   | LGA | WGL | ELK | IMS | PET |     |     |       | 0†    | NC†  |
| Legenda |                               |        |                  |        |       |     |     |     |     |     |     |     |       |       |      |

*Stagione in corso.
† I punti sono stati conteggiati solo per la Michelin Endurance Cup e non per il campionato LMP2 complessivo.

### Asian Le Mans Series
| Anno    | Squadra  | Classe | Vettura  | SEP | SEP | DUB | ABU | ABU | Punti | Pos. |
| ------- | -------- | ------ | -------- | --- | --- | --- | --- | --- | ----- | ---- |
| 2023-24 | AF Corse | LMP2   | Oreca 07 | 2   | 4   | 8   | 2   | 12  | 52    | 6°   |
| Legenda |          |        |          |     |     |     |     |     |       |      |

### Risultati nel ELMS
| Anno    | Squadra            | Classe      | Vettura           | SIL | IMO | RBR | LEC | EST |     | Punti | Pos. |
| ------- | ------------------ | ----------- | ----------------- | --- | --- | --- | --- | --- | --- | ----- | ---- |
| 2014    | Pro GT by Alméras  | GTC         | Porsche 997 GT3-R |     |     | 6   |     |     |     | 8     | 22°  |
| Anno    | Squadra            | Classe      | Vettura           | LEC | MNZ | RBR | SIL | SPA | ALG | Punti | Pos. |
| 2018    | TDS Racing         | LMP2        | Oreca 07          | 2   | 2   | 9   |     |     |     | 38    | 10°  |
| 2018    | Racing Engineering | LMP2        | Oreca 07          |     |     |     | Rit |     |     | 38    | 10°  |
| Anno    | Squadra            | Classe      | Vettura           | LEC | MNZ | CAT | SIL | SPA | ALG | Punti | Pos. |
| 2019    | RLR MSport         | LMP2        | Oreca 07          |     |     |     | Rit |     |     | 0     | 36°  |
| Anno    | Squadra            | Classe      | Vettura           | BAR | LEC | ARA | SPA | POR | ALG | Punti | Pos. |
| 2023    | AF Corse           | LMP2 Pro/Am | Oreca 07          | 2   | 3   | 1   | 4   | 3   | 1   | 110   | 1°   |
| Anno    | Squadra            | Classe      | Vettura           | BAR | LEC | IMO | SPA | MUG | ALG | Punti | Pos. |
| 2024    | AF Corse           | LMP2 Pro/Am | Oreca 07          | 1   | 4   | 2   | 1   | 7   | 4   | 98    | 1°   |
| Legenda |                    |             |                   |     |     |     |     |     |     |       |      |

*Stagione in corso.